# Fia Backström
Fia Backström, född 1970 i Stockholm, är en svensk installations- och performancekonstnär.
Fia Backström utbildade sig på Stockholms universitet, Konstfack i Stockholm och Columbia University på Manhattan i New York. Hon bor och arbetar sedan slutet av 1990-talet mellan New York och Stockholm. Hon hade sin första svenska separatutställning 2007 i Marabouparken i Sundbyberg och deltog i Moderna-utställningen 2010.
Fia Backström representerade tillsammans med Andreas Eriksson Sverige vid Venedigbiennalen år 2011 Backström finns representerad vid Moderna museet.